# تشارلي دوغلاس
تشارلي دوغلاس (بالإنجليزية: Charlie Douglas)‏ هو مستكشف وجيولوجي نيوزيلندي، ولد في 1 يوليو 1840 في إدنبرة في المملكة المتحدة، وتوفي في 23 مايو 1916 في هوكيتيكا ‏ في نيوزيلندا.